# Dasz Chane
Dasz Chane – wieś w Iranie, w ostanie Azerbejdżan Zachodni, w szahrestanie Mahabad. W 2006 roku liczyła 350 mieszkańców.